# 黃玠
黃玠（1980年1月29日—），男，台北市人，臺灣獨立音樂創作歌手，國立中興大學森林學系畢業。曾任929樂團吉他手與貝斯手。曾說：「我想用我的音樂，改變這個世界。」
高中之前學習古典樂，大學時期因認識吳志寧而學習吉他，並一起籌組929樂團。善於創作，寫歌常是信手拈來，作品常帶著濃濃的民謠風格，大多是從自身情感或是對世界的疑惑出發，像是2006年為魏如萱創作的《香格里拉》，歌中描述夢想與掙扎的心情，旋律朗朗上口，為其成名作。並於2007年發表個人首張專輯《綠色的日子 （页面存档备份，存于）》，寫的雖是當兵時內心的壓抑與憤慨，卻也撫慰所有為現實所壓迫的人們。2010年發行專輯《我的高中同學 （页面存档备份，存于）》，2013年發行專輯《下雨的晚上 （页面存档备份，存于）》，2016年發行專輯《在一片黑暗之中 （页面存档备份，存于）》，並於2015年，離開929樂團。2016年於台北國際會議中心舉辦《歡迎加入黃玠國》演唱會。於2022年發行【綠色的日子 （页面存档备份，存于）】15週年紀念版黑膠，迎來出道15週年，並於北中南巡迴舉辦『今年，25歲』演唱會，搶訂的首日就創下台北場秒殺佳績，也在短時間內締造台北兩場與台中、高雄皆完售的成績。
2024年發行第五張創作專輯《一切平常 （页面存档备份，存于）》，並於同年五月於Zepp New Taipei舉辦【最好的朋友】發片演唱會，完成一天內連唱下午、晚上兩場的挑戰。

## 外部連結
- 黃玠的Facebook專頁
- 黃玠的Instagram帳戶
- 黃玠個人官方網站 （页面存档备份，存于）
- 黃玠YouTube頻道 （页面存档备份，存于）
- 黃玠個人iNDIEVOX
- 黃玠Spotify （页面存档备份，存于）